# Кодове ім'я «Джеронімо»
«Кодове ім'я «Джеронімо»» — кінофільм режисера Джона Стокуелла, що вийшов на екрани в 2012 році.

## Зміст
Історія про підрозділ ВМС США - «Морські котики», які вбили Усаму бен Ладена в Пакистані в 2011 році. Фільм розповість про те як «котики» готувалися до цієї місії і про відважний нічний рейд на притулку бен Ладена.

## Ролі
| Актор            | Роль |
| ---------------- | ---- |
| Кем Жіганде      | -    |
| Енсон Маунт      | -    |
| Фредді Родрігес  | -    |
| Іксзібіт         | -    |
| Кетлін Робертсон | -    |
| Роберт Неппер    | -    |
| Едді Кей Томас   | -    |
| Кеннет Міллер    | -    |
| Вільям Фіхтнер   | -    |
| Дженні Гебріелль | -    |

## Знімальна група
- Режисер — Джон Стокуелл
- Сценарист — Кендалл Лампкін
- Продюсер — Ніколя Картьє, Зєв Формен, Тоні Марк
- Композитор — Пол Хаслінгер